# 서울 은평 ZD 스포츠 FC
서울 은평 ZD 스포츠 FC(Seoul Eunpyeong ZD Sports Futsal Club)는 대한민국 서울특별시에 있는 풋살 선수단이다. 서울은평풋살사관학교가 운영하는 남자 세미프로 풋살단이며, 2012년에 창단되었다. FK리그 소속으로 풋볼아카데미 풋살센터를 홈구장으로 쓰고 있으며, 메인 후원사 풋볼아카데미와 NINETY PLUS(90+)에서 각각 재정지원과 의류지원을 받고 있다. 실 소유주는 풋볼아카데미 법인이다.

## 역사
서울 은평FS 풋볼아카데미는 前 풋살 국가대표이자 비치사커 국가대표 풋볼아카데미 최경진 대표가 2012년 1월부터 창단 착수작업에 들어가 5개월 만인 6월에 대한축구협회로부터 공식 승인을 얻었으며, 2012년 11월 17일 공식적인 창단식을 거행하였다.
또한, 서울 은평FS U-10(3,4학년), U-12(5,6학년)은 유소년 FK리그에도 참가하는 등 현재 클럽 연고지인 서울특별시 은평구 지역 일대에 만 5세부터 19세까지 약 500여명에 달하는 풋볼아카데미 유소년 프로그램을 운영하고 있다.
풋볼아카데미 지도자는 현재 전문 풋살선수로 구성되어있는 시스템을 가지고 있으며, 은평구청에서 운영하는 은평구어린이축구교실까지 관장하고 있다.
창단 후 FK리그에서 활약을 하다가 2016-17시즌 FK 드림리그 강등 순위인 7위 ~ 12위를 기록하면서 드림리그로 강등당했다. 드림리그로 강등 된 이후 고양불스풋살클럽과 우승경쟁을 하다가 17-18시즌 2위에 머물러 승격에 실패했으나 2018-19 FK 드림리그에서 작년 FK 드림리그로 강등당한 용인대흥FS와 우승 경쟁을 또 한번 펼쳤으며 창단 첫 리그 우승에 성공해 2019-20시즌에는 FK 슈퍼리그에서 뛰게되었다.

## 우승 기록
현대해상 2018-19 FK DREAM LEAGUE
- 우승(1) : 2018-19

## 주요 선수
- 최경진 (풋볼아카데미 대표 , 은평구풋살연맹 회장)
- 주훈진 (서울 은평FS 유소년 감독)
- 박영재 (前 풋살 국가대표)
- 전원조 (前 풋살 국가대표)
- 이우진 (前 풋살 국가대표)
- 이안 (前 풋살 국가대표)
- 이준원[5] (2019-20 슈퍼리그 득점왕)

## 지도자
| 직위     | 이름   | 비고 |
| -------- | ------ | ---- |
| 감독     | 오민철 |      |
| 코치     | 최경진 |      |
| 코치     | 주훈진 |      |
| 사무국장 | 임우성 |      |

### 역대 감독
| 순번 | 이름   | 선임일자 | 사임일자 | 재임시즌 | 비고 |
| ---- | ------ | -------- | -------- | -------- | ---- |
| 1대  | 김영준 | 2013년   | 2018년   | 5년      |      |
| 2대  | 오민철 | 2019년   |          | 5년      |      |

## 경영진

### 현재 경영진
| 직위 | 이름   | 비고 |
| ---- | ------ | ---- |
| 대표 | 최경진 |      |
| 단장 | 강규식 |      |

## 참고 문헌
- “스포츠지원포털 등록 현황”. 대한체육회.
- “KFA 통합경기정보 시스템”. 대한축구협회.